# Real Zaragoza 1997-1998
Questa voce raccoglie le informazioni riguardanti il Real Zaragoza nelle competizioni ufficiali della stagione 1997-1998

## Rosa
| N. |                        | Ruolo | Calciatore           |
| -- | ---------------------- | ----- | -------------------- |
| 1  | Spagna (bandiera)      | P     | Juanmi García        |
| 2  | Spagna (bandiera)      | D     | Alberto Belsué       |
| 3  | Spagna (bandiera)      | D     | Jesús Ángel Solana   |
| 4  | Spagna (bandiera)      | D     | Luis Carlos Cuartero |
| 5  | Spagna (bandiera)      | C     | Jesús García Sanjuán |
| 6  | Spagna (bandiera)      | D     | Xavier Aguado        |
| 7  | Paesi Bassi (bandiera) | C     | Nordin Wooter        |
| 8  | Spagna (bandiera)      | C     | Santiago Aragón      |
| 9  | Spagna (bandiera)      | A     | Pier Luigi Cherubino |
| 10 | Spagna (bandiera)      | A     | Ander Garitano       |
| 11 | Spagna (bandiera)      | A     | Yordi                |
| 12 | Brasile (bandiera)     | A     | Jamelli              |
| 13 | Spagna (bandiera)      | P     | José Belman          |
| 14 | Spagna (bandiera)      | C     | Marcos Vales         |

| N. |                      | Ruolo | Calciatore                |
| -- | -------------------- | ----- | ------------------------- |
| 15 | Brasile (bandiera)   | D     | Gilmar                    |
| 16 | Spagna (bandiera)    | C     | José Ignacio              |
| 17 | Russia (bandiera)    | C     | Vladislav Radimov         |
| 18 | Argentina (bandiera) | C     | Kily González             |
| 19 | Argentina (bandiera) | C     | Gustavo López             |
| 20 | Argentina (bandiera) | C     | Roberto Acuña             |
| 21 | Spagna (bandiera)    | D     | Miquel Soler              |
| 22 | Svezia (bandiera)    | D     | Gary Sundgren             |
| 25 | Austria (bandiera)   | P     | Otto Konrad               |
| 26 | Spagna (bandiera)    | C     | Iñigo Rodríguez Martínez  |
| 28 | Spagna (bandiera)    | C     | Antonio José García Muñoz |
| 29 | Spagna (bandiera)    | D     | José Ángel Ferrera        |
| 31 | Spagna (bandiera)    | D     | Javi Suárez               |
| 33 | Spagna (bandiera)    | C     | Luis Helguera             |